# Жанатан (Западно-Казахстанская область)
Жанатан (каз. Жаңатаң, до 2010 г. — Балаган) — село в Байтерекский районе Западно-Казахстанской области Казахстана. Входит в состав Щаповского сельского округа. Код КАТО — 274441200.

## Население
В 1999 году население села составляло 374 человека (172 мужчины и 202 женщины). По данным переписи 2009 года, в селе проживали 342 человека (178 мужчин и 164 женщины).